# Antonio Valdés (actor)
Antonio José Gómez Valdés y Castillo (Ciudad de México, 4 de enero de 1930-Ciudad de México, 6 de enero de 2021), conocido como El Ratón Valdés, fue un actor y comediante mexicano. Participó en los programas La Cosa y Puro Loco.

## Muerte
El 6 de enero de 2021, Valdés falleció mientras dormía en su casa de Ciudad de México a los 91 años de edad, a causa de un paro cardíaco .

## Filmografía

### Cine
| Año  | Título                                            | Papel                     | Notas                          |  |
| ---- | ------------------------------------------------- | ------------------------- | ------------------------------ |  |
| 1951 | El revoltoso                                      | Bailarín en fiesta        | No acreditado                  |  |
| 1952 | Apasionada                                        | Personaje desconocido     | No acreditado                  |  |
| 1953 | Me traes de un ala                                | Personaje desconocido     | No acreditado                  |  |
| 1954 | Maldita ciudad (un drama cómico)                  | Miembro de los chamacones | Acreditado como Antonio Valdez |  |
| 1958 | Refifí entre las mujeres                          | Empleado de Luis          | No acreditado                  |  |
| 1958 | Las mil y una noches                              | Personaje desconocido     | Acreditado como José A. Valdés |  |
| 1958 | La odalisca n.º 13                                | Fotógrafo                 | No acreditado                  |  |
| 1965 | Tintansón CruZoe                                  | Policía                   |                                |  |
| 1969 | El aviso inoportuno                               | Personaje desconocido     |                                |  |
| 1970 | Gregorio y su ángel                               | Personaje desconocido     |                                |  |
| 1970 | ¡Ahí, madre!                                      | Personaje desconocido     |                                |  |
| 1972 | Bikinis y rock                                    | Personaje desconocido     | El Discipulo del Gurú          |  |
| 1976 | El alegre divorciado                              | Personaje desconocido     | El Discipulo del Gurú          |  |
| 2005 | Ni muy, muy... ni tan, tan... simplemente Tin Tan | Él mismo                  | Documental                     |  |
| 2010 | Tin Tan                                           | Él mismo                  | Documental                     |  |

### Televisión
| Año       | Título                  | Artista               | Papel                                        |
| --------- | ----------------------- | --------------------- | -------------------------------------------- |
| 1955      | Variedades de medio día | Personaje desconocido |                                              |
| 1966      | Operación Ja Ja         | Él mismo              | Presentador                                  |
| 1995-2002 | Puro loco               | Varios personajes     |                                              |
| 1997      | A la mexicana           | Él mismo              | Presentador                                  |
| 2019      | Club de Cuervos         | Señor en comisaría    | Temporada 4, episodio 9: «Loco por Mary Luz» |

### Videos musicales
| Año  | Título        | Artista                                       | Papel              |
| ---- | ------------- | --------------------------------------------- | ------------------ |
| 2005 | Los Agachados | Maldita Vecindad y los Hijos del Quinto Patio | Él mismo, bailarín |